# Légrádi Imre
Légrádi Imre (Sopronbánfalva, 1933. október 23. – Sopron, 2022. március 17.) matematika–fizika szakos középiskolai tanár, szakfelügyelő, igazgatóhelyettes, Sopron díszpolgára (2012).

## Élete, tevékenysége
Sopronbánfalván született. 1956-ban matematika–fizika szakos középiskolai tanári oklevelet szerzett. Kezdetben Csornán, majd a soproni Kellner Sándor Általános Iskolában tanított. 1960-ban áthelyezték a soproni Széchenyi István Gimnáziumba, szinte egész tevékenysége ehhez az intézményhez kötődött, innen ment nyugdíjba is. Nyugdíjasként is tovább tanított, érettségire való felkészülést segítő fakultatív fizikaórákat tartott iskolájában.
Pályája során volt fizika szakfelügyelő, majd szaktanácsadó és igazgatóhelyettes, de legfőbb feladatának mindig is a fizikatanítást tekintette. Számos kísérleti eszközt tervezett és készített. Közel 40 cikke, tanulmánya jelent meg a Fizikai Szemlében, A Fizika Tanításában, illetve a Középiskolai Matematikai Lapokban. Az 1970-es évektől tagja volt az Országos Középiskolai Tanulmányi Verseny fizika szakbizottságának. Számos feladata szerepelt a Középiskolai Matematikai Lapokban, az Országos Középiskolai Tanulmányi Versenyen, a Mikola Sándor Országos Középiskolai Tehetségkutató Fizikaversenyen. Jelentős részt vállalt a soproni szervezésű országos és nemzetközi fizikaversenyek elindításában és szervezésében is.

## Főbb publikációi

### Könyvek
- A soproni és Sopron környéki magyar telepesek első hónapjai, Sopron, házi sokszorosítás, 1976
- Magfizikai kísérletek GM-csővel, Budapest, Műszaki Kiadó, 1985, ISBN 963-10-6675-4
- Atomfizikai feladatok, Budapest, Műszaki Kiadó, 1986, ISBN 963-10-6787-4
- Atomfizikai feladatok, Budapest, Tankönyvkiadó, 1987, ISBN 963 18 0103 9
- Magfizikai kísérletek GM-csővel, Budapest, Tankönyvkiadó, 1987, ISBN 963 18 0102 0

### Cikkek
- A Széchenyi István Gimnázium és Postaforgalmi Szakiskola jubileuma, Soproni Szemle, 1976, 3. szám →cikk
- Elektromosan töltött részecske mozgása mágneses és nehézségi erőtérben, Fizikai Szemle, 1981, 1. szám
- A kényszerrezgés egyszerű vizsgálata, Módszertani lapok. Fizika, 1994, 3. szám
- Egyszerű meggondolások a feszültségi rezonanciával kapcsolatban, Módszertani lapok. Fizika, 1994, 4. szám
- A fizika felsőfokú oktatása Magyarországon II., (társszerzőkkel), Fizikai Szemle, 1995, 7. szám →cikk
- Egy feladat a nyugalmi elektromágneses indukcióval kapcsolatban, Módszertani lapok. Fizika, 1997, 1. szám
- Nukleáris fizika a középiskolában, Fizikai Szemle, 2001, 2. szám →cikk
- A lécháromszög súlypontjáról, Módszertani lapok. Fizika, 2002, 2. szám
- A láncmolekulában delokalizált elektron adott intervallumbeli megtalálási valószínűségének kiszámítása elemi eszközökkel, Módszertani lapok. Fizika, 2003, 1. szám
- Egy autózási probléma , Fizikai Szemle, 2004, 5. szám, 175. oldal →cikk
- A Doppler-képletek egyszerű levezetése, Fizikai Szemle, 2006, 8. szám →cikk
- Az elektromos házicsengő működése, Fizikai Szemle, 2012, 7–8. szám →cikk
- Ellenállásokból vagy kondenzátorokból álló hídkapcsolás eredője, Fizikai Szemle, 2016, 5. szám., 175–176. oldal →cikk Archiválva 2018. április 12-i dátummal a Wayback Machine-ben

## Díjai, kitüntetései
- Apáczai Csere János-díj
- Szilárd Leó-díj
- Mikola Sándor-díj (1984)
- Rátz Tanár Úr-életműdíj (2007)
- Sopron város díszpolgára (2012)